# Ciszplatin
A ciszplatin egy kemoterápiás gyógyszer, amelyet számos rák kezelésére használnak. Ide tartozik a hererák, a petefészekrák, a méhnyakrák, a hólyagrák, a fej- és nyakrák, a nyelőcsőrák, a tüdőrák, a  mesothelioma, az agydaganatok és a neuroblasztóma. Általában vénás injekció formájában adják be.
A gyakori mellékhatások közé tartozik a csontvelő-szuppresszió, a hallásproblémák, beleértve a teljes visszafordíthatatlan hallásvesztést, amely általában az egyik fülre korlátozódik, a vesekárosodás és a hányás. Egyéb súlyos mellékhatások közé tartozik a zsibbadás, járási nehézségek, allergiás reakciók, elektrolit-problémák és szívbetegségek. A terhesség alatti használat károsíthatja a fejlődő magzatot. A ciszplatin a platina alapú daganatellenes gyógyszerek családjába tartozik. Részben a DNS-hez kötődően és az utóbbi replikációjának gátlásával fejti ki hatását.
A ciszplatint 1845-ben fedezték fel, de csak 1978-ban és 1979-ben engedélyezték orvosi használatra Szerepel az Egészségügyi Világszervezet alapvető gyógyszereket tartalmazó listáján.

## Orvosi felhasználás
A ciszplatint intravénásan adják be gyors infúzióként normál sóoldatban. A cél a szilárd és hematológiai rosszindulatú daganatok kezelése. Különféle rákos megbetegedések kezelésére használják, beleértve a szarkómákat, egyes karcinómákat (pl. kissejtes tüdőrák, fej-nyaki laphámsejtes karcinómát és a petefészekrákot), a limfómákat, hólyagrákot, méhnyakrákot és a csírasejtrákot.
Széleskörű használatának köszönhetően a hererák gyógyulási aránya 10%-ról 85%-ra nőtt.

## Mellékhatások
A ciszplatinnak számos mellékhatása van, amelyek korlátozhatják a használatát:
- A nefrotoxicitás (vesekárosodás) az elsődleges dóziskorlátozó mellékhatás, és komoly klinikai aggodalomra ad okot. A ciszplatin szelektíven felhalmozódik a proximális tubulusban a bazolaterális-apikális transzport útján, ahol megzavarja a mitokondriális energiarendszert és az endoplazmatikus retikulum Ca2+ homeosztázisát, és stimulálja a reaktív oxigénfajokat és a gyulladást elősegítő citokineket.[8] Számos mellékhatáscsökkentő stratégiát vizsgálnak klinikailag és preklinikailag, beleértve a hidratációs rendszereket, az amifosztint, a transzporter inhibitorokat, az antioxidánsokat, a gyulladáscsökkentőket, valamint az epoxi-eikozatriénsavakat és analógjaikat.[8][9]
- Neurotoxicitás (idegkárosodás) előre jelezhető, ha idegvezetési vizsgálatokat végeznek a kezelés előtt és után. A ciszplatin gyakori neurológiai mellékhatásai közé tartozik a látás és a hallás zavara, amelyek röviddel a kezelés elkezdése után jelentkezhetnek.[10] A ciszplatin elsődleges mechanizmusa továbbra is az apoptózis kiváltása a DNS-replikáció megzavarása révén, de ez nem okoz neurológiai mellékhatásokat. A legújabb kísérletek szerint a ciszplatin nem kompetitív módon gátolja az archetípusos, membránhoz kötött, mechanoszenzitív nátrium-hidrogén-ion transzportert, amely NHE-1 néven ismert.[10] Ez utóbbi elsősorban a perifériás idegrendszer sejtjein található, amelyek nagy számban halmozódnak fel a szem és a hallás ingerfogadó központjainak közelében. Ez a nem kompetitív kölcsönhatás a hidroelektrolitikus egyensúlyhiányhoz és a citoszkeleton elváltozásokhoz kapcsolódik (mindkettő in vitro és in vivo is megerősítették). Mindazonáltal az NHE-1 gátlása dózisfüggőnek bizonyult (félgátlás = 30 μg/mL) és reverzibilis.[10] A ciszplatin növelheti a szfingozin-1-foszfát szintjét a központi idegrendszerben, hozzájárulva a kemoterápia utáni kognitív károsodás kialakulásához.[11][12]
- Hányinger és hányás: a ciszplatin az egyik leginkább hánytató kemoterápiás szer, de ezt a tünetet profilaktikus hányáscsillapítókkal (ondansetron, graniszetron stb.) kortikoszteroidokkal kombinálva kezelik. Az ondanszetronnal és dexametazonnal kombinált aprepitant jobbnak bizonyult az erősen emetogén kemoterápiában, mint az ondansetron és a dexametazon.
- A ciszplatinnal kapcsolatos ototoxikus hatás és halláskárosodás súlyos lehet, és dóziskorlátozó mellékhatásnak tekinthető.[2] Audiometriás elemzésre lehet szükség az ototoxicitás súlyosságának értékeléséhez. Más gyógyszerek (például az aminoglikozid antibiotikumok osztálya) szintén ototoxicitást okozhatnak, és általában kerülni kell az ilyen típusú antibiotikumok beadását a ciszplatint kapó betegeknél. Mind az aminoglikozidok, mind a ciszplatin ototoxicitása összefügghet a belső fül stria vascularisában lévő melaninhoz való kötődési képességükkel vagy a reaktív oxigénfajták képződésével. 2022 szeptemberében az Egyesült Államok Élelmiszer- és Gyógyszerügyi Hatósága (FDA) jóváhagyta a nátrium-tioszulfátot Pedmark márkanév alatt, hogy csökkentse az ototoxicitás és a halláskárosodás kockázatát a ciszplatint kapó betegeknél.[13][14][15] Folyamatban vannak olyan kísérletek, amelyek az acetilcisztein injekciók védőhatását vizsgálják.[2][16]
- Elektrolit zavarok: A ciszplatin hypomagnesaemiát, hypokalaemiát és hypocalcaemiát okozhat. Úgy tűnik, hogy a hypocalcaemia azoknál fordul elő, akiknél a ciszplatin miatt alacsony a szérum magnéziumszintje, tehát nem elsősorban a ciszplatin az oka.
- Hemolitikus anaemia több ciszplatin-kúra után is kialakulhat. Feltételezik, hogy a ciszplatin-vörössejt membránnal reagáló antitest felelős a hemolízisért.[17]

## Gyógyszertan
A ciszplatin megzavarja a DNS-replikációt, ami elpusztítja a leggyorsabban szaporodó sejteket, amelyek elméletileg rákosak. A beadást követően egy kloridiont lassan kiszorít a víz, így cisz-PtCl(NH3)2(H2O)+ akvakomplex keletkezik, az úgynevezett akvációs eljárás során. A klorid disszociációja támogatott a sejten belül, mert az intracelluláris klorid koncentrációja az extracelluláris folyadékban lévő kb. 100 mM kloridnak csak 3-20%-a.
A cisz-PtCl(NH3)2(H2O)+-ban lévő vízmolekula maga is könnyen kiszorítható a DNS-en lévő N-heterociklusos bázisok által. A guanin könnyen kötődik. Egy modellvegyületet készítettek elő, és a kristályokat röntgenkrisztallográfiával vizsgálták.
A PtCl(C5H5N5O)(NH3)2(H2O)+ képződését követően térhálósodás történhet a másik klorid kiszorításával, jellemzően egy másik guanin által. A ciszplatin számos különböző módon térhálósítja a DNS-t, és mitózissal megzavarja a sejtosztódást. A sérült DNS javító mechanizmusokat indít el, amelyek aktiválják az apoptózist, ha a helyreállítás lehetetlennek bizonyul. 2008-ban a kutatóknak sikerült kimutatniuk, hogy a ciszplatin által kiváltott apoptózis az emberi vastagbélráksejteken a mitokondriális Omi/Htra2 szerin-proteáztól függ. Mivel ezt csak a rákos vastagbélsejtek esetében mutatták ki, továbbra is nyitott kérdés, hogy az Omi/Htra2 fehérje részt vesz-e a ciszplatin által kiváltott apoptózisban más szövetekből származó karcinómáknál.
A DNS-ben bekövetkezett változások közül a legfigyelemreméltóbb az 1,2 szálon belüli keresztkötések purinbázisokkal. Ide tartoznak az 1,2-intrasztrandú d(GpG) adduktok, amelyek az adduktok közel 90%-át alkotják, és a ritkábban előforduló 1,2-intraszálú d(ApG) adduktok. Koordinációs vegyészek kristályokat nyertek a ciszplatin és a kis DNS-modellek reakciójából származó termékekből. Az alábbi POVray diagram a kis DNS-modellhez kötődő platinát mutatja.

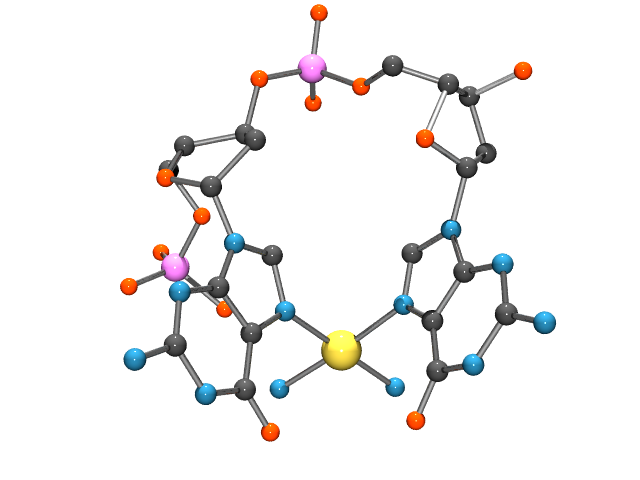
A cisz-Pt(NH3)2 és a DNS rövid fragmentuma atomi koordinátáinak POVray diagramja, amelyet Stephen J. Lippard közölt a Science egyik 1985. évi számában.

Előfordulnak 1,3-intrasztrandú d(GpXpG) adduktok, de a nukleotidkivágásos javítás (NER) könnyen kimetszi őket. Egyéb adduktok közé tartoznak a szálak közötti keresztkötések és a nem funkcionális adduktumok, amelyekről feltételezték, hogy hozzájárulnak a ciszplatin aktivitásához. A sejtfehérjékkel, különösen a HMG-doménfehérjékkel való kölcsönhatást szintén a mitózist zavaró mechanizmusként fejlesztették ki, bár valószínűleg nem ez az elsődleges hatásmechanizmus.

## Fordítás
Ez a szócikk részben vagy egészben  a   Cisplatin című angol Wikipédia-szócikk ezen változatának fordításán alapul.  Az eredeti cikk szerkesztőit annak laptörténete sorolja fel. Ez a jelzés csupán a megfogalmazás eredetét és a szerzői jogokat jelzi, nem szolgál a cikkben szereplő információk forrásmegjelöléseként.